# サムライン (パズル)
サムラインは列の合計を手がかりにますに数字を埋めるペンシルパズルの名称である。
この名称のパズルは、「パズル通信ニコリ」誌と「パズラー」誌に掲載されたことがあるが、ルールが若干異なっている。

## ルール

### 共通ルール
以下の3つのルールは以下すべての版に共通する。
- ヒントとして出されている数字はその行・列の合計である。
- 白マスが連続している場合、すべてを1つの数として扱う。
- 数字はすべてのマスに1つずつ入る。

### ニコリ版
共通ルールに
- 同じ行・列に同じ数字は入らない。
- 0は使用しない。

というルールが加わる。

### パズラー版
「パズラー」誌で最初に登場したとき（1991年2月号）には、上の基本ルールに加え
- 0は白マスの並びの最初に来ない

というルールだけであった。その後「普及版」として、
- 同じ行・列に同じ数字は入らない。

というルールが追加されたものが発表されたが、いずれもその後同誌には登場しなかった。

### ルールの差
ニコリやパズラーの普及版のルールは、一列に使える数字に制限があるため大きい問題ができないという欠点があった。
パズラーの最初のルールにはこの制限がないが、逆に解答の糸口が少ないという欠点がある。

## 名称とカックロとの関係
サムラインの名称は、合計を意味する sum と行・列を意味する line から来ている。
ニコリでは1986年発行のパズル通信ニコリ14号で初めて掲載されたが、当時の名称は「ラインラインカックロ」だった。数年間この名称が使用されたあと、1989年1月1日発行のパズル通信ニコリ24号にて「サムライン」に改名している。
パズラーの場合、名称こそ「サムライン」で「サムクロス」（同誌上でのカックロの名称）と似ているものの、0が使える・同じ列に同じ数字を入れることができるといった点が異なるため、別個のパズルとして草案されたと思われる。

## 例題

### ニコリ版
問題
| . | G | H | I | J | K | L |
| A | . | . | ■ | . | . | . |
| B | . | . | . | ■ | . | . |
| C | . | ■ | . | . | . | ■ |
| D | ■ | . | . | . | ■ | . |
| E | . | . | ■ | . | . | . |
| F | . | . | . | ■ | . | . |

- A 1000
- B 498
- C 143
- D 666
- E 777
- F 321
- G 739
- H 665
- I 223
- J 385
- K 400
- L 1029

解答
|   | G | H | I | J | K | L |
| A | 6 | 2 | ■ | 9 | 3 | 8 |
| B | 4 | 8 | 2 | ■ | 1 | 6 |
| C | 7 | ■ | 1 | 3 | 6 | ■ |
| D | ■ | 6 | 5 | 7 | ■ | 9 |
| E | 9 | 3 | ■ | 6 | 8 | 4 |
| F | 2 | 7 | 8 | ■ | 4 | 3 |

### パズラー初版
問題
|   | G | H | I | J | K | L |
| A |   |   | ■ |   |   |   |
| B |   |   |   | ■ |   |   |
| C |   | ■ |   |   |   | ■ |
| D | ■ |   |   |   | ■ |   |
| E |   |   | ■ |   |   |   |
| F |   |   |   | ■ |   |   |

- A 290
- B 999
- C 912
- D 496
- E 120
- F 125
- G 1003
- H 440
- I 1008
- J 102
- K 1001
- L 666

解答
|   | G | H | I | J | K | L |
| A | 9 | 4 | ■ | 1 | 9 | 6 |
| B | 9 | 0 | 9 | ■ | 9 | 0 |
| C | 2 | ■ | 9 | 1 | 0 | ■ |
| D | ■ | 4 | 9 | 0 | ■ | 6 |
| E | 1 | 0 | ■ | 1 | 1 | 0 |
| F | 1 | 0 | 9 | ■ | 1 | 6 |

## 現在
現在ではこのパズルはほとんど発表されていない。
ニコリにおいては、本誌ではすでに掲載されておらず年1回発行の別冊に数問載るのみである。
パズラーでは普及版の発表以降1問も掲載されずに同誌は休刊、系列誌でも見られない。わずかに単行本『パズルへの招待』の中に数問見られるのみである。